# Джима, Валентин Иванович
Валентин Иванович Джима (21 сентября 1965, Киев) — советский и украинский биатлонист, участник зимних Олимпийских игр 1994 года, серебряный призёр чемпионата Европы, участник Кубка мира, призёр чемпионата СССР.

## Биография
Занимался биатлоном с 1981 года. Представлял город Киев, а в независимой Украине — город Сумы.
В 1986 году одержал победу на Спартакиаде народов СССР в эстафете в составе сборной Украинской ССР, вместе с Виталием Могиленко, Николаем Давыденко и Тарасом Дольным. В этом сезоне на Спартакиаде не разыгрывались медали чемпионата СССР. На следующей Спартакиаде, в 1990 году в Тысовце сборная Украины выступала в таком же составе и завоевала бронзовые медали чемпионата СССР.
С 1992 года выступал за сборную Украины. На Кубке мира дебютировал в сезоне 1992/93 на этапе в Поклюке, был 62-м в спринте и 32-м — в индивидуальной гонке. В этом же сезоне стал 17-м в спринте на этапе в Эстерсунде и набрал свои первые очки в зачёт Кубка мира, этот результат остался для спортсмена лучшим в карьере. Лучший результат в эстафете — четвёртое место на этапе в Контиолахти в сезоне 1992/93.
На чемпионате мира 1993 года в болгарском Боровце занял пятое место в эстафете и был 13-м в командной гонке, 40-м в индивидуальной гонке и 54-м — в спринте.
Участвовал в зимних Олимпийских игр 1994 года в Лиллехаммере. Стартовал в двух видах программы, в спринте занял 40-е место, а в эстафете — 15-е.
На чемпионате Европы 1995 года в Анси (Ле-Гран-Борнан) завоевал бронзовую медаль в эстафете в составе сборной Украины вместе с Русланом Лысенко, Романом Звонковым и Тарасом Дольным. В том же году на чемпионате мира занял 71-е место в спринте и 54-е — в индивидуальной гонке, а также пятое — в командной гонке.
Завершил карьеру в сезоне 1995/96, в последний раз стартовал на этапах Кубка мира в конце 1995 года в Эстерсунде.

## Личная жизнь
Женат. Дочь, Юлия Джима (род. 1990) — олимпийская чемпионка по биатлону 2014 года в эстафете в составе сборной Украины.